# Blenina angulipennis
Blenina angulipennis är en fjärilsart som beskrevs av Moore 1882. Blenina angulipennis ingår i släktet Blenina och familjen trågspinnare. Inga underarter finns listade i Catalogue of Life.